# ハクサンボウフウ
ハクサンボウフウ（白山防風、学名：Peucedanum multivittatum）はセリ科カワラボウフウ属の多年草。高山植物。

## 特徴
茎は直立し、中空で、高さは30-90cmになり、上部は単一か分枝する。葉は1-2回3出羽状複葉または単羽状になる。小葉は広披針形から広卵形で、縁にあらい鋸歯があり、不規則に浅裂し、形に変化が多い。側小葉に柄はない。葉柄の基部が鞘状に膨らんで茎を抱く。
花期は7-9月。茎頂か、分枝した先端に直径2.5-5cmの複散形花序をつけ、10-10数個の小花序をつける。花は直径2-3mmの白色の5弁花。複散形花序の下にある総苞片、小花序の下にある小総苞片ともに、ふつう無い。果実は長楕円形の扁平で、長さ7-8mm、幅3-4mmになる。油管は細く、分果の表面側の各背溝下に3-5個、分果が接しあう合生面に8-9個ある。
種小名の multivittatum は、「多数の油管がある」の意味。

## 分布と生育環境
北海道、本州の中部地方以北に分布し、高山帯の草地に生育する。

## 下位分類
- キレハノハクサンボウフウ Peucedanum multivittatum Maxim. f. dissectum Makino
- エゾノハクサンボウフウ Peucedanum multivittatum Maxim. f. linearilobum (Tatew.) Ohwi

## ギャラリー

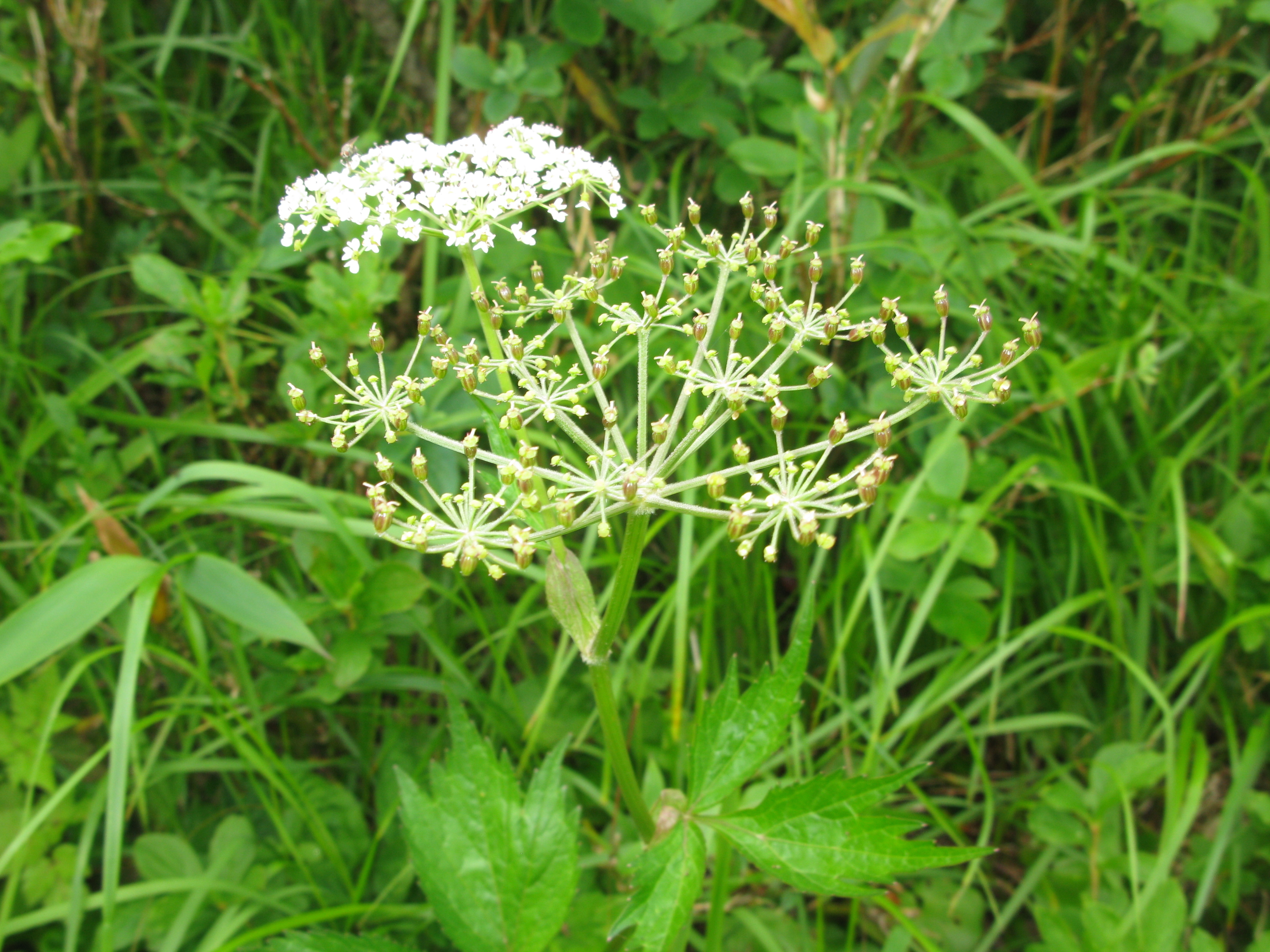
花序
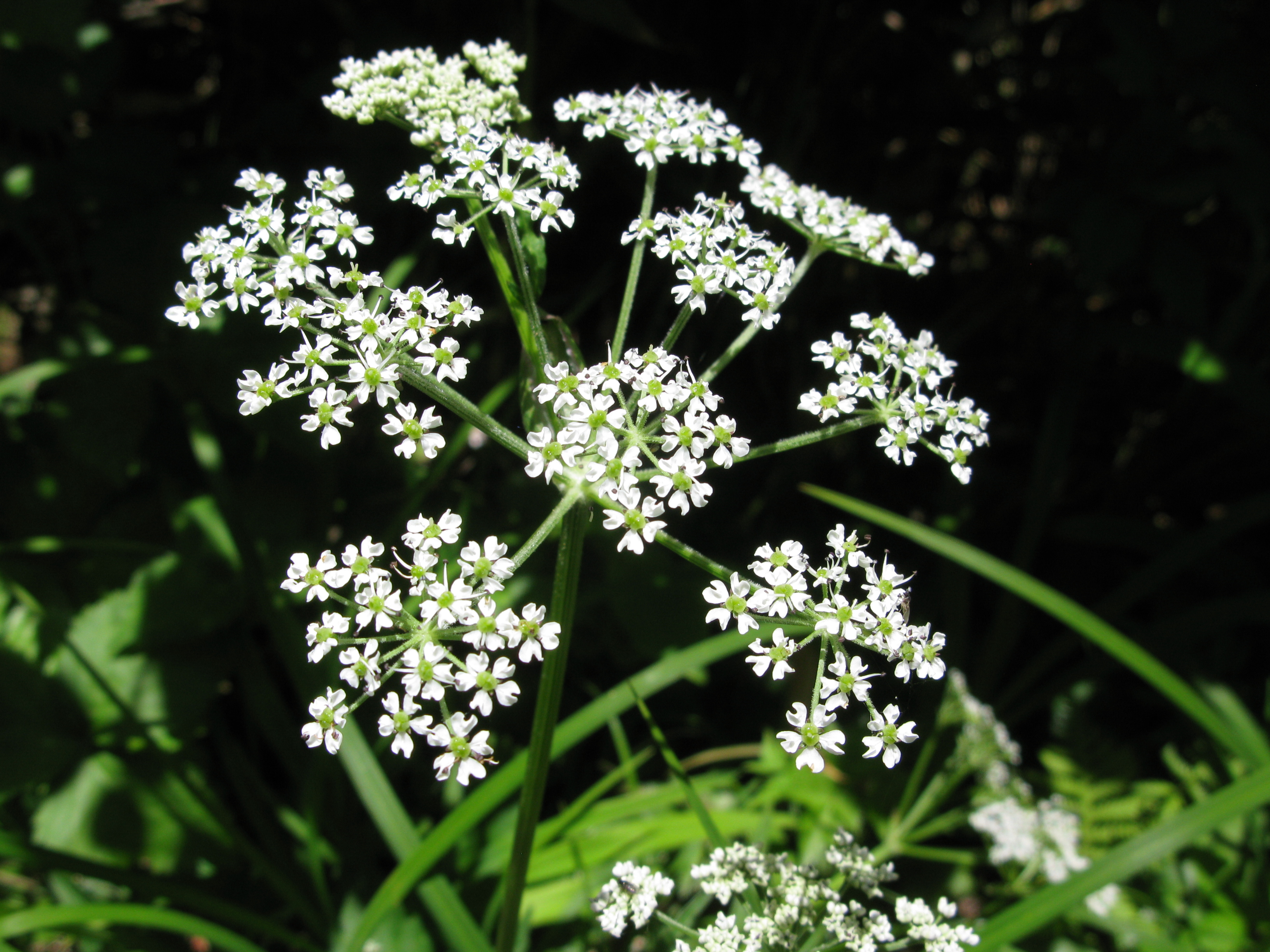
花序
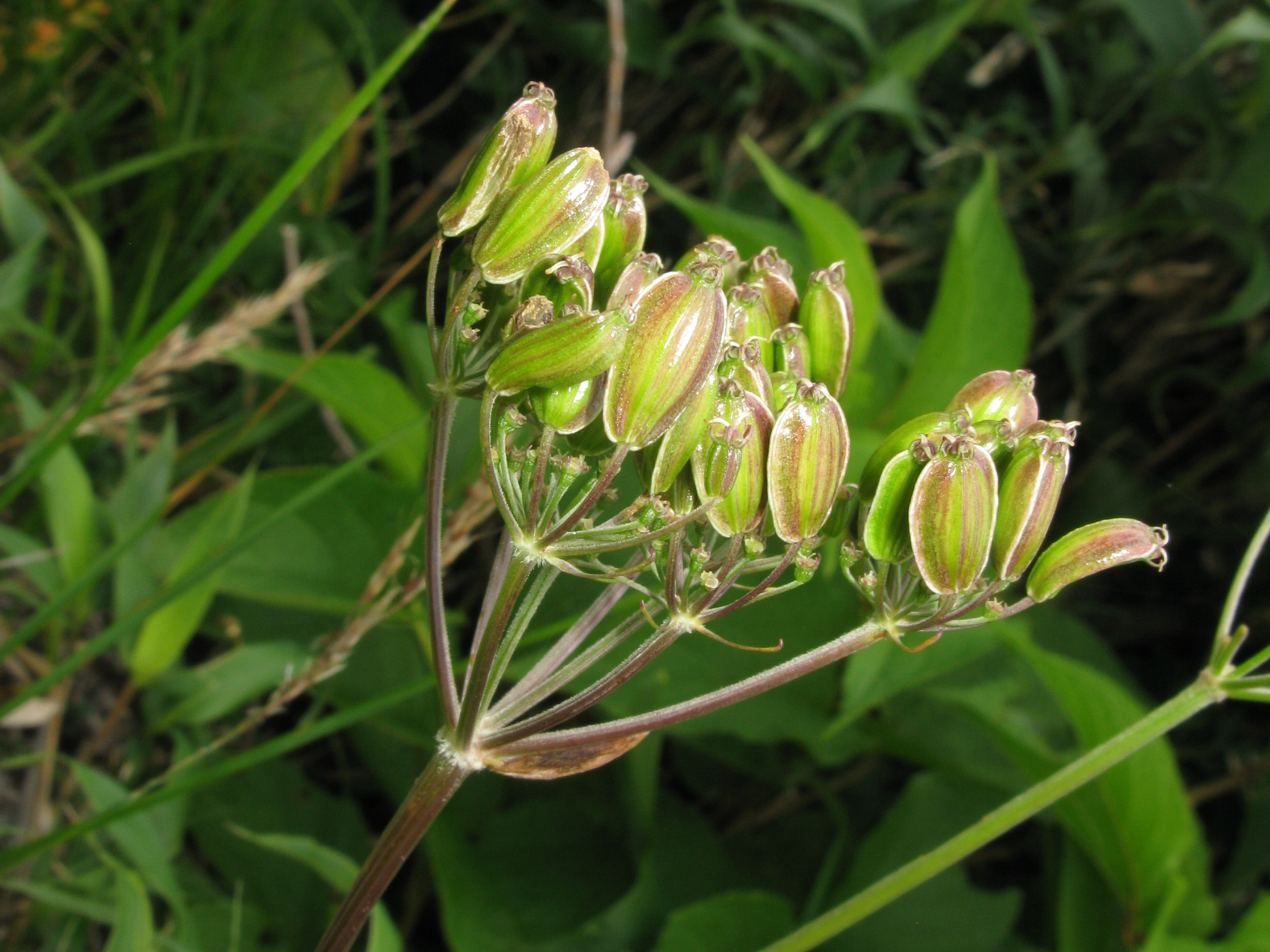
若い果序